# Trias-Grünfink
Der Trias-Grünfink (Chloris triasi, Syn.: Carduelis triasi) ist eine ausgestorbene Singvogelart aus der Familie der Finken (Fringillidae). Die fossilen Überreste stammen aus den Cuevas de los Murciélagos bei San Andrés y Sauces im Norden der Insel La Palma, Kanarische Inseln. Das Artepitheton ehrt den spanischen Paläontologen Miquel Trias, der im Juli 1985 gemeinsam mit Josep Antoni Alcover das Typusexemplar gesammelt hatte.

## Merkmale
Der Holotypus ist ein nahezu vollständiger Schädel mit beiden Flügelbeinen aber fehlendem Unterkiefer, Os quadratum und Gaumenbeinfortsatz. Die Paratypen umfassen das proximale Fragment eines rechten Oberarmknochens, das distale Fragment eines rechten Oberarmknochens mit einem hervorstehenden, zersplitterten Gelenkknorren, eine linke Ulna ohne Epiphysenfuge, eine fast vollständige rechte Ulna mit fehlendem Ellenbogenhöcker sowie einen vollständigen linken Carpometacarpus. Die Schädellänge beträgt 34,89 mm, die Schädelbreite 17,47 mm und die Schädelhöhe 14,31 mm. Die Oberkieferlänge beträgt 19,10 mm, die Oberkieferbreite 9,67 und die Oberkieferhöhe 6,71 mm. Der Abstand zwischen den Augenhöhlen beträgt 6,11 mm. Die Länge des Carpometacarpus beträgt 11,69 mm. 
Der Trias-Grünfink war nahe mit dem Grünfink (Chloris chloris) verwandt. Er war jedoch 10 Prozent größer, sein Kopf war größer und breiter und sein Schnabel ungefähr 30 Prozent länger. Seine Beine waren sehr lang und robust, seine Flügel im Vergleich zum Grünfink jedoch kürzer. Dies könnte eine Anpassung an eine bodenbewohnende Lebensweise in den Lorbeerwäldern gewesen sein.

## Lebensweise
Der große Schnabel lässt die Vermutung zu, dass große Samen zu seiner Hauptnahrung zählten. Durch die verkürzten Flügel war vermutlich das Fliegen beeinträchtigt, was aufgrund des Fehlens von Beutegreifern auf La Palma auch nicht nötig war.

## Aussterben
Das fossile Material stammt aus Schichten, die auf das Jungpleistozän datiert werden. Vermutlich hat die Art bis zum Holozän überlebt, als die Kanarischen Inseln besiedelt und Ratten und Katzen auf La Palma heimisch wurden.